# Лубяная, Екатерина Игоревна
Екатери́на И́горевна Лубяна́я (род. 4 сентября 1989, УССР) — российская гандболистка, крайний правый.

## Биография
Родилась на Украине. Первый тренер — Татьяна Юрьевна Пышкина. Училась играть в гандбол в «Луче» и «Кировчанке». В 2012 году уехала из Санкт-Петербурга в «Вардар». Выиграла чемпионат Беларуси в составе двух разных команд — БНТУ-БелАЗ и «Гомель». Три года выступала в шведском «Будене». Летом 2019 перешла в московский ЦСКА.
Училась в Международном институте дистанционного образования при БНТУ.